# Беаг (кратер)
Беаг (лат. Beag) — 27-километровый ударный кратер, находящийся на самом большом спутнике Сатурна — Титане.

## География и геология
Координаты кратера — 34°41′ ю. ш. 169°35′ з. д. / 34,68° ю. ш. 169,58° з. д.. Кратер Беаг является самым маленьким ударным кратером на Титане (на апрель 2015 года), его диаметр составляет 26,9 км. На севере и северо-востоке от кратера находятся две тёмные местности — Шангри-Ла и Чинг-ту соответственно. Кратер расположен внутри полосы Хубала, к северу от него находятся полосы Перкунаса.
К настоящему времени космический аппарат «Кассини», находящийся на орбите Сатурна, исследует поверхность Титана, когда сближается с ним, благодаря этому удалось подтвердить наличие на его поверхности десяти крупных кратеров (на апрель 2015). 
Плотная атмосфера Титана из азота препятствует образованию кратера диаметром меньше 20 км, потому что метеорит во время падения успевает сгореть в атмосфере, так и не достигнув поверхности. В 2007 году было заявлено, что в течение следующих семи лет «Кассини» будет проводить радиолокацию поверхности Титана, и выражена надежда на обнаружение новых кратеров в связи с картографированием около 50 % его поверхности.

## Эпоним
Кратер назван в честь Беаг — ирландская богиня воды, образования и знаний. Это название было утверждено Международным астрономическим союзом в 2015 году.